# Ланцуцкий, Викентий-Иосиф
Викентий-Иосиф (Винсент-Юзеф) Ланцуцкий (пол. Józef Wincenty Łańcucki; 22 июня 1756, Волынь - 27 декабря 1841, Краков, Австрийская империя) — польский церковный деятель, католический богослов, проповедник, оратор, педагог, профессор гомилетики, ректор Ягеллонского университета. Президент Краковского научного общества (1835—1837).

## Биография
Шляхтич герба Стремя. В 1772 году был рукоположен. До 1798 года — монах ордена пиаристов. Известный проповедник.
Служил каноником, затем прелатом Краковской архиепархии. После 1809 года был архипресвитером Мариацкого костёла в Кракове.
Стал доктором богословия Ягеллонского университета. В 1809—1810 годах — декан богословского факультета.
В 1818—1819 годах — профессор, читал лекции по богословию, дважды, в 1821 и 1831 годах был членом Большого университетского совета.
В 1818 году был членом парламента Вольного города Кракова.
В 1835—1837 годах — ректор Ягеллонского университета. Член многих научных обществ.
Похоронен на Раковицком кладбище в Кракове.
Автор ряда сборников проповедей, в том числе: «Kazania postne» (1784); «Kazania niedzielne» (Краков, 1787); «Odezwy przygodne» (Краков, 1834); «Kazania i mowy» (Познань, 1856).